# Código de área 925

Mapa de los códigos de áreas en California mostrados en azul y en rojo el 925

925 es el código de área norteamericano para gran parte del Este de la Bahía incluyendo los condados de Alameda y Contra Costa en el Norte de California.
Fue originalmente parte del código de área 415, uno de los primeros tres códigos de áreas en ser creados en California en 1947, que originalmente cubría toda el área central de California. En 1991 el prefijo 510 fue creado para el área metropolitana de Oakland. El código de área 925 fue creado el 14 de marzo de 1998 cuando el código de área 510 fue dividido en los límites naturales de East Bay Hills. El número fue formado de 415 al agregar 510 que da igual a 925. Actualmente incluye al condado de Contra Costa y la parte oriental del condado de Alameda.
El código de área cubre la parte sureste del condado de Alameda (Dublin, Pleasanton, Livermore, Sunol y áreas no incorporadas en los alrededores de esas localidades), y todo el condado de Contra Costa excepto la parte occidental (El Cerrito a Crockett).

## Localidades cubiertos por el código de área 925

### Condado de Alameda
- Dublin
- Kilkare Woods
- Livermore
- Pleasanton
- Sunol

### Condado de Contra Costa
- Alamo Oaks
- Álamo
- Antioch
- Bay Point
- Bethel Island
- Blackhawk
- Blackhawk-Camino Tassajara
- Brentwood
- Byron
- Christie
- Clayton
- Clyde
- Concord
- Danville
- Diablo
- Discovery Bay
- Knightsen
- Lafayette
- Marsh Creek Springs
- Martínez
- Moraga
- Oakley
- Orinda
- Orwood
- Pacheco
- Pittsburg
- Pleasant Hill
- Rock City
- San Ramón
- Saranap
- Shore Acres
- Sparkle
- Waldon
- Walnut Creek
- Walnut Heights
- Werner